# Club Voleibol Córdoba

El Club Voleibol Córdoba de Córdoba, España. Se fundó en septiembre de 1997 y en la temporada 2003-2004 consiguió el ascenso a la máxima categoría del voleibol femenino español. Compite patrocinado por Cajasur. Tras dos temporadas descendió a la Superliga 2 en marzo de 2006, junto a otro equipo andaluz, el Universidad de Granada. 
| #                                                  | Nombre              | F. Nacimiento            | Estatura | Origen              | Co | Re | Ce | Op | Li |
| -------------------------------------------------- | ------------------- | ------------------------ | -------- | ------------------- | -- | -- | -- | -- | -- |
| 3                                                  | Atanaska Petrova    | 21 de marzo de 1979      | 1,91 m   | Bulgaria            |    |    | x  |    |    |
| 4                                                  | Radmila Beresneva   | 6 de junio de 1983       | 1,86 m   | Kazajistán          |    |    | x  |    |    |
| 5                                                  | Ashley Pederson     | 5 de marzo de 1983       | 1,85 m   | Estados Unidos      |    | x  |    |    |    |
| 6                                                  | Mayca Alcaide       | 19 de mayo de 1984       | 1,81 m   | España              | x  |    |    |    |    |
| 7                                                  | Clara Pérez         | 6 de marzo de 1978       | 1,80 m   | España              |    |    |    | x  |    |
| 8                                                  | Lorena Weber        | 28 de junio de 1983      | 1,84 m   | España              |    |    |    | x  |    |
| 9                                                  | Milica Budimir      | 23 de enero de 1982      | 1,92 m   | Serbia y Montenegro |    |    |    | x  |    |
| 10                                                 | Rocío Gutiérrez     | 12 de julio de 1983      | 1,81 m   | España              |    |    | x  |    |    |
| 11                                                 | Rocío Reyes         | 12 de septiembre de 1987 | 1,77 m   | España              |    | x  |    |    |    |
| 15                                                 | Evelina Tsvetanova  | 22 de abril de 1974      | 1,75 m   | Bulgaria            | x  |    |    |    |    |
| 17                                                 | Elizabeth Hintemann | 6 de julio de 1984       | 1,86 m   | Brasil              |    |    | x  |    |    |
| 18                                                 | Gema Capel          | 20 de enero de 1984      | 1,65 m   | España              |    |    |    |    | x  |
| Entrenador: Rafael Vargas Asistente: Flora Nadales |                     |                          |          |                     |    |    |    |    |    |
| 14º Superliga 2005-2006 (descenso a liga FEV)      |                     |                          |          |                     |    |    |    |    |    |